# كريستوفر د. باتون
كريستوفر د. باتون هو كاتب وكاتب للأطفال وشاعر كندي، ولد في 1969.